# 王維民
王維民（英語：Wang Wei-min；1915年—1996年），是天主教中國籍神父，中國天主教愛國會自選自聖吉林教區主教（1959年-1981年）。

## 生平
王維民出生於1915年，在中華民國。1943年，王維民在28歲時晉鐸。晉鐸後。
1949年10月1日，中國共產黨在中國大陸地區建立中華人民共和國，並開始針對天主教進行宗教迫害及打壓，教會已經無法正常運作。王神父選擇與政府合作，參與[[三自愛國運動及加入由中國政府控制的組織中國天主教友愛會。
1959年，在友愛會推行下，吉林教區未獲教宗准許，選出44歲的王維民神父為吉林教區主教候選人。同年5月31日，王維民由遼寧奉天總教區總主教皮漱石主禮，熱河教區主教趙佑民襄禮自選自聖晉牧。事後，因王維民在未獲得時任教宗庇護十二世准許，自選自聖違反《天主教法典》被絕罰。
1966年至1979年文化大革命期間，教區的所有宗教活動停止。1981年，王維民選擇辭任吉林教區主教的職務。1996年，王維民神父在中國逝世，享年81歲。